# Marianna Zachariadi
Marianna Zachariadi (* 25. Februar 1990; † 29. April 2013) war eine griechische Stabhochspringerin, die später für Zypern antrat.
Sie gewann Silber im Stabhochsprung sowohl bei den Mittelmeerspielen 2009 als auch bei den Commonwealth Games 2010. Zachariadi starb 2013 im Alter von 23 Jahren an einem Hodgkin-Lymphom, das 2011 diagnostiziert worden war.